# Bir Ganão
Bir Ganão (em árabe: بئر الغنم; romaniz.: Bir al-Ganam) é uma localidade do distrito de Zauia, na Líbia, ao norte das montanhas Nafuça. Ela está a 26 quilômetros de Bir Aiade e 48 de Azizia. Segundo estatística de 2012, havia 3 590 residentes.

## História
Em 2011, durante a Guerra Civil Líbia, houve confrontos entre insurgentes e tropas lealistas nas imediações da cidade. Em 27 de junho, registrou-se confronto numa planície rochosa e arenosa entre Bir Aiade e Bir Ganão. Em julho, ainda havia relatos de conflitos na zona próxima a Bir Ganão e por volta de 6/7 de agosto, a localidade caiu perante as forças insurgentes, abrindo um importante acesso à capital em Trípoli.